# Oops!… I Did It Again (альбом)
Oops!… I Did It Again (англ. Ой!... Я снова это сделала) — второй студийный альбом американской певицы Бритни Спирс, выпущенный 3 мая 2000 года на лейбле Jive Records. Так же, как и предыдущий альбом Спирс ...Baby One More Time (1999), Oops… I Did It Again выдержан в жанрах поп-, данс-поп-, и тин-поп-музыки. В альбоме также преобладают элементы фанка и R&B. Британское издание диска включает в себя кавер-версии Спирс на песни групп the Rolling Stones «(I Can't Get No) Satisfaction» и the Jets «You Got It All». Работая над альбомом, Спирс сотрудничала с такими продюсерами, как Макс Мартин, Рами Якуб, Пери Магнуссон, Дэвид Крюгер, Кристиан Лундин, Джейк Шульц, Darkchild и Роберт Джон «Матт» Ланг.
Oops!… I Did It Again получил в основном положительные отзывы от музыкальных критиков. Они отмечали, что альбом демонстрирует развитие звучания Спирс, но в целом продолжает стиль её дебютного альбома. Издание Rolling Stone присвоило альбому 3 звезды из 5, назвав его «качественным, но предсказуемым продолжением». Журнал NME более позитивно оценил релиз, отметив «энергичное и уверенное исполнение» Спирс.
Коммерчески альбом стал огромным успехом. Он дебютировал на вершине американского чарта Billboard 200, его продажи в первую неделю составили 1.319.000 копий. Эти продажи побили предыдущий рекорд SoundScan за самые высокие продажи альбома исполнительницы женского пола в его первую неделю. Альбом также достиг первой строки в 15 других странах, попав в топ-5 чартов Австралии, Финляндии, Японии, Новой Зеландии и Великобритании. Oops… I Did It Again стал вторым альбомом Спирс, получившим бриллиантовый статус от Американской ассоциации звукозаписывающих компаний (RIAA). На сегодняшний день альбом был распродан тиражом в 24 миллиона копий, став одним из самых продаваемых альбомов всех времен и вторым самым продаваемым альбомом Спирс после …Baby One More Time.
В поддержку альбома Спирс отправилась в свой второй мировой тур, Oops!... I Did It Again Tour, который прошел в 2000—2001 годах и включал 88 концертов в Северной Америке, Европе и Южной Америке. Тур собрал более 40 миллионов долларов и привлек более 1,4 миллиона зрителей.
Четыре песни с альбома были выпущены синглами. Заглавный трек стал международным хитом, достигнув первой строки в Австралии, Канаде, Великобритании и других странах. Он попал в топ-5 чартов шести стран и занял 9 строчку в американском чарте Billboard Hot 100. Второй сингл «Lucky» достиг первой строчки в пяти странах, попал в топ-10 двенадцати стран и занял 23-ю строчку в США. Третий сингл, «Stronger», попал в топ-10 девяти стран и достиг 11 строчки в чарте Billboard. «Stronger» стал самым продаваемым синглом с альбома в США, получив золотой статус от RIAA и трёх ассоциаций звукозаписывающих компаний других стран. Последний сингл «Don't Let Me Be the Last to Know» оказался менее успешным в чартах.

## Предпосылка и создание
«Когда я начала создавать первый альбом, мне исполнилось только 16. Смотришь на его обложку и «О, Боже!». Я знаю, что мой следующий альбом будет абсолютно другим – особенно материал. Я закончила записывать шесть треков в Швеции два месяца назад, и в них намного больше фанка и дерзости. Конечно, новый альбом намного более зрелый, так как я тоже повзрослела, и мне есть, что сказать».
После шестидневного отпуска по завершении ...Baby One More Time Tour в сентябре 1999 г. Спирс вернулась в Нью-Йорк, чтобы начать запись песен для следующего альбома; основная часть записи пришлась на ноябрь. На альбоме сотрудничали Макс Мартин, Эрик Фостер Уайт, Дайан Уоррен, Роберт Ланг, Стив Лант и Бэйбифейс. Песни «Oops!... I Did It Again», «Walk On By», «What U See (Is What U Get)» и «Don’t Go Knockin' On My Door» были записаны на студии Мартина Cheiron Studios на первой неделе ноября; после вышли «Stronger» и «Lucky», которые были закончены (как и главный трек) в январе 2000. «Where Are You Now» был записан на Cheiron в ноябре, а закончен на Battery Studios в январе. Инструментальный трек и мелодия «Girl In The Mirror» и «Can’t Make You Love Me» были записаны весной 1999 г. в Швеции, а вокал Спирс — в середине января в Parc Studios в Орландо, Флорида. Спирс записала «Don't Let Me Be the Last to Know» на вилле Роберта Ланга в Швейцарии; Ланг продюсировал песню. Вернувшись в Нью-Йорк, певица объединилась с продюсером Стивом Лантом для записи песни Дайан Уоррен «When Your Eyes Say It» на Battery Studios в пятницу, 28 января 2000, что предшествовало её появлению на TRL в тот же день. «One Kiss From You» был также записан на Battery Studios, но завершен позже на 3rd Floor, в Нью-Йорке. Спирс также оформила последний трек для альбом «Dear Diary», который позже был закончен на East Bay Recording, Тарритаун, Нью-Йорк и Avatar Studios, Нью-Йорк. Другая песня, записанная во время этих сессий, называлась «Heart». Бритни замахнулась также и на кавер-версию «(I Can't Get No) Satisfaction», в чём ей помог Родни Джеркинс на Pacifique Recording Studios в Голливуде, Калифорния, 24-26 февраля 2000 после посещения 42-я церемонии «Грэмми».
К январю второй альбом был наполовину завершен; Спирс вначале работала в США и Швеции, а закончила в Нью-Йорке. Огромный успех ...Baby One More Time довлел над девушкой: «Трудно соответствовать десяти миллионам, я должна сказать. Но после прослушивания нового материала и его записи, я уверенна в себе». Во время релиза Oops!…I Did It Again Спирс поделилась: «Я чувствую некоторое давление, конечно. Но на мой взгляд, [Oops!] гораздо лучше, чем первый альбом. Он более дерзкий — в нём больше страсти. Он больше похож на меня, и я думаю, отлично подходит к тинейджерам». Джефф Мэйфилд, главный по чартам Billboard, добавил, что решение выпустить Oops! меньше, чем через полутора года после дебютных результатов было очень умным планом: «Моя философия такова: когда у тебя есть молодые фанаты, хватай их, пока они ещё тепленькие».

## Композиция и звучание
«Oops!… I Did It Again» планировался как сиквел к дебютному альбому Спирс, «...Baby One More Time» (1999), который должен был оживить точно высчитанную схему знакомого попа/фанка, R&B и пауэр-баллады. В интервью Спирс сказала, что альбом гораздо более зрелый и ориентированный на R&B и поп звучание. «Это не было самоцелью, — сказала Спирс про звучание альбома, — Это просто то, что поменялось само собой в связи с моим взрослением. Мой голос немного изменился, я стала увереннее. Думаю, что это отразилось на материале». Один из продюсеров, Родни «Darkchild» Джеркинс рассказал о работе Спирс на обложке Rolling Stones: «Это будет шок для всех. У новой работы есть задатки дебютника, но это чисто версия 2000 года — целиком и полностью. Я думаю, что люди, которые ценят ту песню с обольстительной девочкой в роли школьницы, полюбят и сингл с Oops. И я сделал эту песню такой современной, что подростки, которым нравится Бритни, придут в восторг от новинки. Она охватит и зрелую, и молодую публику». Спирс также работала с Робертом «Матт» Лангом. Она поведала MTV News: «Когда вы слышите песню, она кажется вам безупречной и изысканной. Это как раз одна из тех песен, привлекающих внимание. Да, они написали её специально для меня, потому что слова песни, если вы внимательно послушаете … касаются меня, потому что они о молодости, юношеском порыве. Я думаю, что Шанья вряд ли исполнит какие-нибудь строчки, которые исполняю я».

### Песни
Главный и первый трек «Oops!... I Did It Again» шёл в сравнение с её дебютным синглом, «...Baby One More Time» (1998), при участии слэп и поп басов, синтезатора и механического бита. Лирически, в песне Спирс предупреждает особо пылкого будущего любовника: «Ой, ты думаешь, я люблю/ Что я ниспослана свыше — я не так уж невинна»" Песня также прерывается произносимой фразой из фильма Титаник. Второй трек «Stronger» — это синти-поп трек с примесью R&B. Она заявляет о независимости: Спирс рвёт с парнем, потому что он обращается с ней, как с собственностью. Строчка «мое одиночество больше не убивает меня» ссылается на дебютный сингл Спирс. Другой трек с примесью R&B, в котором тоже есть немного фанка, «Don’t Go Knocking on My Door» показывает Спирс уверенно продвигающуюся вперед после расставания. Четвёртый трек, ремейк the Rolling Stones «(I Can't Get No) Satisfaction», начинается с мягкого гитарного щипания и хриплого воркования, которое переходит в сухую скрипящую поступь, уводя песню в урбанистический стомп. В данс-поп версии также заменен финальный куплет и добавлены некоторые новые слова («насколько белыми должны быть мои рубашки» изменилось на «насколько обтягивающими должны быть мои юбки»). «Это была моя идея [записать песню]», — сказала Спирс, — Я такая: «Мне нравится эта вещь», так и решили: пусть это будет удачный опыт хип-хоп продюсера Родни Джеркинса по созданию реально фанковой песни".
Пятый трек, «Don't Let Me Be the Last to Know», был написан в соавторстве с кантри-поп певицей-автором песен Шанайей Твейн и её тогдашнем мужем, продюсером Робертом «Матт» Лангом, который также стал продюсером песни. У баллады плавный изящный риф, а в тех строках, где Спирс просит любимого открыть свои чувства, заметна характерная установка Ланга — немного кантри в вокале Спирс. «Мои друзья говорят, что ты влюблен в меня … но я должна услышать это из твоих уст», — поёт она. Шестой трек «What U See (Is What U Get)» требует уважения, содержит упрек ревнивому кавалеру, в то время, как седьмой трек, «Lucky» — это откровенная история об одиночестве голливудской старлетки, доказывающая, что слава пуста и холодна. «Если в моей жизни не по чему скучать/Тогда почему же я плачу по ночам?» — спрашивает героиня песни. «Школьная влюбленность» — это основная тема «One Kiss from You», трека в ритме рэгги и со словами о чувстве влюбленности и её живости, где Спирс тоскует о единственном поцелуе, после которого она видит всю свою будущую личную жизнь. Баллада «Where Are You Now» рассказывает о желании узнать, куда же делись былые отношения с любимым, и что задумал он. Строчки «Can’t Make You Love Me» в стиле европоп, заявляют, что шикарные машины и деньги меркнут в сравнении с настоящей любовью (со словами Спирс: «Я просто влюбленная в тебя девушка»). Среднеразмеренная, синти-песня «When Your Eyes Say It», написанная автором-исполнителем Дайан Уоррен, объединяет скрипку и размашистый хип-хоп ритм. Скромную же балладу «Dear Diary» написала на пианино сама Спирс и сказала, что она автобиографическая.

## Отзывы

### Реакция критиков
| Совокупная оценка      | Совокупная оценка |
| Источник               | Оценка            |
| ---------------------- | ----------------- |
| Metacritic             | 72/100            |
| Оценки критиков        |                   |
| Источник               | Оценка            |
| AllMusic               | [ 1 ]             |
| Billboard              | (одобрительно)    |
| Entertainment Weekly   | (B)               |
| Los Angeles Daily News | [ 29 ]            |
| MTV Asia               | (8/10)            |
| NME                    | (8/10)            |
| Роберт Кристгау        | [ 31 ]            |
| Rolling Stone          | [ 23 ]            |
| Salon                  | (одобрительно)    |
| Sonic.net              | [ 33 ]            |

Oops!… I Did It Again получил одобрительные отзывы от музыкальных критиков. На Metacritic, где рейтинг рассчитывается по 100-балльной шкале от главных критиков, Oops!… I Did It Again получил средний счет 72, основанный на 12 обзорах, что указывает на «в основном одобрительные отзывы». Дав альбому 4 из 5 звёзд, Стивен Томас Эрльюин из AllMusic заметил, что у альбома «есть такое же сочетание сладко сентиментальной баллады и привлекательно яркого данс-попа, которое было сделано в „One More Time“» и отметил: «К счастью, у неё [Бритни] и её производственной команды нашлись и на этот раз песни, увлекающие изумительной красотой и простотой, […] Давая характеристику альбома, отдельно замечу хорошо сделанные данс-поп композиции и баллады, которые являются начинкой альбома. В конечном итоге, всё в совокупности делает его интересным и приятным на слух». Журнал Billboard написал, что "'Oops!…' показывает, что молодая певица развивает душевную грань и эмоциональную глубину, которые «не могут не вызвать в воображении звук разбивающегося стекла» и расхваливал альбом за душевность, а исполнительницу — за обращение к своей внутренней силе — «и это чертовски хорошее послание впечатлительной публике». Дэвид Брауни из Entertainment Weekly дал альбому рейтинг «B», написав, что альбом «напоминает нам снова, что самый лучший новый поп может прокатиться ударной волной холодного воздуха в душной комнате».
Роб Шефилд из Rolling Stone дал альбому 3.5 из 5, назвав его «фантастическим совершенством с намного более крутыми песенными хуками, чем у 'N Sync или BSB», также отметив, что «самое лучшее в Oops! — это контраст ощущений пылкости и абсолютного оцепенения после прослушивания, делающих этот альбом ребёнком традиционного рок-н-ролла». Писатель из NME отметил, что «Бритни — современная поп-икона» и прокомментировал: «она сделала это снова». Леннат Марк с MTV Asia отозвалась об Oops!… I Did It Again как о «втором блестящем триумфе», написав, что Спирс «вооружена зрелостью, и её соблазняет пикантный облик поп-звезды, поддерживающийся благодаря более сильным и популярными песням, и, конечно, обширным вниманием медиа». Энди Батталья из Salon назвал альбом «своего рода шедевром не из-за его смысловой нагрузки, а за то, как он согласовывается с популярной музыкой». Хотя веб-сайт The A.V. Club высказал критическую точку зрения, назвав его «безрадостной частью массовой культуры, чрезмерной, избитой фальшивости, повторяющейся на каждом углу».

### Коммерческие показатели
В США Oops!… I Did It Again дебютировал на первой строке в чарте Billboard 200 с продажами на первой неделе, чуть превышающими 1.3 миллионов копий. С этим успехом Спирс до сих пор держит рекорд самых высоких продаж на первой неделе среди певиц. Альбом упал на вторую строку на второй неделе, с дополнительными продажами 612,000 копий. Он продержался на этой позиции пятнадцать недель подряд. На пятой неделе после выхода Oops!… I Did It Again был распродан тремя миллионами копий, и 5 миллионами в августе. На семнадцатой неделе чарта он был сертифицирован семь раз платиновым статусом с данными Recording Industry Association of America о продаже 7 миллионов копий. Альбом провел 84 недели в Billboard 200, 31 неделю в Canadian Albums Chart и 2 недели в Catalog Albums Chart., дебютировал на восемьдесят второй строке в чарте European Top 100 Albums и быстро достиг первой строки; он был распродан более четырьмя миллионами копий на континенте, и сертифицирован четыре раза платиновым по данным International Federation of the Phonographic Industry. «Oops!… I Did It Again» достиг второй строки в Великобритании, с продажами 88,000 копий на первой неделе релиза; он оставался в топ-5 пять недель. Альбом дебютировал первой строкой в Канаде с продажами 95,275 копий на первой неделе.
Он держался на верхушке во Франции, а также достиг первой строки в Германии, и был сертифицирован трижды платиновым по данным British Phonographic Industry, дважды золотым по данным Syndicat National de l'Édition Phonographique и трижды платиновым по данным Bundesverband Musikindustrie, с продажами 900,000 единиц, 200,000 копий и 900,000 соответственно. Вдобавок, альбом дебютировал на второй строке в Australian Albums Chart, и провел десять недель в топ-20; он стал четырнадцатым самым продаваемым альбомом в 2000 г. в стране и был награждён дважды платиновым статусом по данным Australian Recording Industry Association на следующий год с продажами 140,000 копий. «Oops!… I Did It Again» открыл третью строку в New Zealand charts и был сертифицирован золотым на седьмой неделе в чартах. Recording Industry Association of New Zealand окончательно определил альбом дважды платиновым. Oops!… третьим самым продаваемым альбомом 2000 года в США с продажами 7,893,544 альбомов согласно Nielsen SoundScan и четвёртым самым продаваемым альбомом в Billboard Year-End в 2000 г. 24 января 2005 г. альбом был сертифицирован десять раз платиновым по данным Recording Industry Association of America. Также альбом занял двадцать седьмую позицию в «Списке самых лучших бестселлеров BMG Music Club» c 1.21 миллионами копий, после песни Шанайи Твейн The Woman in Me (1.24 миллиона) и группы Nirvana Nevermind (1.24 миллиона). К июлю 2009 г. альбом был распродан 9,184,000 копиями в США, за исключением копий, проданных через такие клубы, как «BMG Music Service». В общей сложности «Oops!…I Did It Again» был распродан более 10,394,000 копиями в США.[*] По всему миру он был распродан 2.4 миллионами копий на первой неделе, 1.2 миллионами на второй и 920,000 на третьей неделе, сделав его самым быстро продаваемым альбомом в истории музыки. В конце 2000 г. он был распродан 16.3 миллионами копий, став самым продаваемым альбомом в 2000 г.

## Синглы
«Oops!… I Did It Again» был выпущен главным синглом с альбома и получил мировую популярность. Он стал третьим синглом, достигшим топ-10 в Billboard Hot 100, достигнув 9 строки. Песня достигла пика на первой строке в Top 40 Mainstream, держа рекорд как «самая проигрываемая песня на радио». В Великобритании «Oops!… I Did It Again» достиг верхушки чартов в пятнадцати странах, включая Австралию, Италию, Новую Зеландию и Великобританию. В клипе Спирс на 'Oops!… I Did It Again' она появилась в ставшем впоследствии знаменитым красном кожаном комбинезоне, потом, по сюжету, её посетил американский астронавт с выдуманным ожерельем «Сердце Океана», которое Роза выбросила в море в конце фильма Титаник.
Второй сингл с альбома «Lucky» был выпущен 8 августа 2000 г. Он получил позитивный отклик от критиков, которые посчитали его самым лучшим с альбома. «Lucky» возглавил чарты Австрии, Европы, Швеции и Швейцарии, достигнув 5 позиции в UK Singles Chart. В США «Lucky» ухитрился достигнуть только 23 позиции в чарте Hot 100 и 9 в Top 40 Mainstream. В «блестящем» клипе Спирс предстает в качестве рассказчика и печальной звёздной актрисы кино под именем Счастливица, рассказывая, как она находится в конфликте с собственной славой.
Третий сингл «Stronger» был выпущен 13 ноября 2000 г., он стал вторым самым успешным в чартах синглом с альбома в США, достигнув пика на 11 строке в Hot 100 и первой в Hot 100 Single Sales. В Великобритании он достиг 7 строки в UK Singles Chart. В клипе на песню Спирс ловит своего парня на обмане в футуристическом, крутящемся клубе, и, когда она вырывается из него, начинается крушение, потом она поёт под дождём, также на протяжении всего клипа показывается танец Бритни со стулом (отсылка к Джанет Джексон и её клипу «The Pleasure Principle)».
Последний сингл «Don't Let Me Be the Last to Know» был выпущен 5 марта 2001 г. — по признанию звезды, один из самых любимых ею треков в карьере. В США песня показала хуже всяких ожиданий, провалившись в чарте Hot 100 и Top 40 Mainstream, однако, достигла успеха в Румынии и топ-10 в Австрии и Швейцарии, но взобравшись только на 12 позицию в Великобритании. Клип посчитали слишком пикантным на тот момент, в нём Спирс предстаёт в любовных сценах с её вымышленным парнем, которого сыграл модель француз Брайс Дюран.

### Другие песни
«You Got It All» вышел во Франции в мае 2000 г. «When Your Eyes Say It» планировался быть четвёртым синглом, однако, в итоге был выбран «Don’t Let Me Be The Last to Know». Клип на песню был снят в январе 2001 г. Джонатаном Дейтоном и Валери Фэрис. Клип так и не вышел. Промосингл для «When Your Eyes Say It» был выпущен в Великобритании в январе 2001 г.

## Продвижение
В конце 1999 г. Спирс продвигала свой выходящий альбом в Европе живыми выступлениями с прошлыми песнями. Она появилась на Smash Hits в Великобритании В Италии она дала короткое интервью на шоу TRL Italy в начале 2000. И неожиданно выступила в Париже в мае 2000 г. В Австралии Спирс появилась в The House of Hits и Russell Gilbert Live 13 мая. В Испании она дала интервью El Rayo 8 сентября и 24 октября. Она выступала на больших мероприятиях в Англии, включая Бирмингем, Арена Уэмбли в Лондоне и Manchester Evening News Arena. Она была на разогреве у 'N Sync, которые поехали со своим коротким туром по Англии в октябре 2000.
В США Спирс появилась в Saturday Night Live 13 мая, The Rosie O'Donnell Show 15 мая и Teen People в рубрике 25 Under 25 26 мая. 10 мая она дала интервью на Late Night with Conan O'Brien. 13 мая Спирс была и ведущей, и музыкальным гостем на NBC в Saturday Night Live. Она также выступила на NBC в The Tonight Show with Jay Leno 23 мая. Спирс провела пост-TRL вечеринку, «Britney’s First Listen», 16 мая подогрела интерес к её выходящему альбому в другом выпуске во вторник на TRL в 3:30 вечера (ET). 14 мая она была на студии Таймс-сквера два часа на передаче «Britney Live», которая началась в 12 часов дня (ET). Спирс исполнила «Oops!... I Did It Again» на MTV «All Access: Backstage With Britney», который вышел в эфир 19 июля 2000. 7 сентября на 2000 MTV Video Music Awards в Нью-Йорке в Radio City Music Hall, Спирс сделала незабываемое выступление. Туда вошли кавер-версия хита 1965 года the Rolling Stones «(I Can't Get No) Satisfaction» и её личный хит «Oops!… I Did It Again». Она шокировала публику и СМИ тем, что, будучи восемнадцатилетней, вышла в чёрном костюме, эффектно содрала его, оставив на себе сценический комплект телесного цвета, украшенной стразами Сваровски.
За месяц до релиза альбома Спирс отправилась в Гавайи на Пасху, где записала видео для канала Fox под названием Britney Spears in Hawaii. Бесплатный концерт начался в 6 вечера на пляже перед лагуной Hilton Hawaiian Village в Гонолулу, Гавайи. Концерт канала Fox должен был быть анонсом к альбому Oops!… I Did It Again. У Спирс был месячный международный промотур в поддержку Oops!… I Did It Again, а 2 мая у неё состоялось пресс-мероприятие в токийском «Kokusai Forum Hall», и она сделала остановки в Лондоне и Гавайях. Спирс также выступила на 42-й ежегодной премии Грэмми, которая вышла на CBS в 8 вечера (ET/PT). Она также заскочила в день Грэмми на «TRL».

Промопостер «Oops!… I Did It Again World Tour».

### Тур
В поддержку альбома Oops!… I Did It Again World Tour прошёлся по Северной Америке, Европе и Бразилии, как часть Rock in Rio. На Crazy 2K Tour Спирс представила песню «Oops!… I Did It Again» и «Don’t Let Me Be the Last to Know». 24 июня 2000 г. Спирс была на рекламных постерах и телевидении для шампуня Herbal Essences фирмы Clairol. Чтобы прорекламировать Clairol, Спирс записала свою собственную 60-секундную песню для бренда под названием «I’ve Got the Urge to Herbal», которая звучала на радио и была частью предконцертного видео летнего тура Спирс в 50 городах, в которых Herbal Essences был спонсором.

## Правовой спор
Музыканты Майкл Коттрил и Лоуренс Внуковский подали в суд на нарушение авторских прав против Спирс, Zomba Recording Corp, Jive Records, Wright Entertainment Group и BMG Music Publishing заявили, что «What U See (Is What U Get)» и «Can’t Make You Love Me» — «фактически идентичны» одной из их песен. Коттрил и Внуковский заявили, что они создали, записали и защитили авторским правом песню «What You See Is What You Get» в 1999 г. для одного из представителей Спирс для выходящего альбома. Заявление было отклонено. Дело было позже прекращено из-за отсутствия доказательства «схожести двух песен».

## Список композиций
| №                   | Название                           | Автор(ы)                                        | Проддюсер(ы)                                 | Длительность |
| ------------------- | ---------------------------------- | ----------------------------------------------- | -------------------------------------------- | ------------ |
| 1.                  | «Oops!... I Did It Again»          | Макс Мартин Рами                                | Мартин Рами                                  | 3:31         |
| 2.                  | «Stronger»                         | Мартин Рами                                     | Мартин Рами                                  | 3:23         |
| 3.                  | «Don't Go Knockin' on My Door»     | Рами Джейк Александр Кронланд Мартин            | Джейк Рами                                   | 3:43         |
| 4.                  | «(I Can't Get No) Satisfaction»    | Мик Джаггер Кит Ричардс                         | Родни Джеркинс                               | 4:28         |
| 5.                  | «Don't Let Me Be the Last to Know» | Роберт Джон «Матт» Ланг Шанайя Твейн Кит Скотт  | Ланг                                         | 3:50         |
| 6.                  | «What U See (Is What U Get)»       | Пер Мангуссон Дэвид Крюгер Йорген Элофссон Рами | Мангуссон Крюгер Рами                        | 3:36         |
| 7.                  | «Lucky»                            | Мартин Рами Кронланд                            | Мартин Рами                                  | 3:25         |
| 8.                  | «One Kiss from You»                | Стив Лант                                       | Лант Лари «Рок» Кэмпбелл»                    | 3:23         |
| 9.                  | «Where Are You Now»                | Мартин Андреас Карлссон                         | Мартин Рами                                  | 4:39         |
| 10.                 | «Can't Make You Love Me»           | Кристиан Лундин Carlsson Мартин                 | Лундин Джейк                                 | 3:16         |
| 11.                 | «When Your Eyes Say It»            | Дайан Уоррен                                    | Лант Роберт «Исмэйл» Джазайери Пол Умбах [a] | 4:35         |
| 12.                 | «Dear Diary»                       | Бритни Спирс Джейсон Блюм Юджин Уайлд           | Тимми Аллен Барри Дж. Истмонд                | 2:46         |
| Общая длительность: | Общая длительность:                | Общая длительность:                             | Общая длительность:                          | 44:35        |

| №                   | Название             | Автор(ы)            | Продюсер (ы)        | Длительность |
| ------------------- | -------------------- | ------------------- | ------------------- | ------------ |
| 12.                 | «Girl in the Mirror» | Элофссон            | Магнуссон Крюгер    | 3:36         |
| 13.                 | «Dear Diary»         | Спирс Блюм Уайлд    | Аллен Истмонд       | 2:46         |
| Общая длительность: | Общая длительность:  | Общая длительность: | Общая длительность: | 48:11        |

| №                   | Название                | Автор(ы)            | Продюсер(ы)              | Длительность |
| ------------------- | ----------------------- | ------------------- | ------------------------ | ------------ |
| 11.                 | «When Your Eyes Say It» | Уоррен              | Лант Джазайери Умбах [a] | 4:06         |
| 12.                 | «Girl in the Mirror»    | Элофссон            | Магнуссон Крюгер         | 3:36         |
| 13.                 | «You Got It All»        | Rupert Holmes       | Эрик Фостер Уайт         | 4:40         |
| 14.                 | «Dear Diary»            | Спирс Блюм Уайлд    | Аллен Истмонд            | 2:46         |
| Общая длительность: | Общая длительность:     | Общая длительность: | Общая длительность:      | 52:22        |

| №                   | Название                | Автор(ы)            | Продюсер(ы)              | Длительность |
| ------------------- | ----------------------- | ------------------- | ------------------------ | ------------ |
| 11.                 | «When Your Eyes Say It» | Уоррен              | Лант Джазайери Умбах [a] | 4:06         |
| 12.                 | «Girl in the Mirror»    | Элофссон            | Магнуссон Крюгер         | 3:36         |
| 13.                 | «You Got It All»        | Холмс               | Уайт                     | 4:40         |
| 14.                 | «Heart»                 | Джордж Терен Уайлд  | Лант Кэмпбелл            | 3:01         |
| 15.                 | «Dear Diary»            | Спирс Блюм Уайлд    | Аллен Истмонд            | 2:46         |
| Общая длительность: | Общая длительность:     | Общая длительность: | Общая длительность:      | 55:23        |

| №  | Название                                                  | Длительность |
| -- | --------------------------------------------------------- | ------------ |
| 1. | «Don't Let Me Be the Last to Know» (Album Version)        |              |
| 2. | «Don't Let Me Be the Last to Know» (Hex Hector Radio Mix) |              |
| 3. | «Don't Let Me Be the Last to Know» (Hex Hector Club Mix)  |              |
| 4. | «Stronger» (Macquayle Mx Show Edit)                       |              |
| 5. | «Stronger» (Pablo La Rosa's Tranceformation)              |              |
| 6. | «Oops!... I Did It Again» (музыкальное видео)             |              |
| 7. | «Lucky» (музыкальное видео)                               |              |
| 8. | «Stronger» (музыкальное видео)                            |              |
| 9. | «Don't Let Me Be the Last to Know» (музыкальное видео)    |              |

| №  | Название                                   | Длительность |
| -- | ------------------------------------------ | ------------ |
| 1. | «Oops!... I Did It Again» (Видео)          | 3:29         |
| 2. | «Lucky» (Видео)                            | 3:24         |
| 3. | «Stronger» (Видео)                         | 3:24         |
| 4. | «Oops!... I Did It Again» (Караоке версия) |              |
| 5. | «Lucky» (Караоке версия)                   |              |
| 6. | «Stronger» (Караоке версия)                |              |

Примечания
- ↑  означает вокального продюсера